# دارکوب‌سانیان
دارکوب‌سانیان (به لاتین: Pici) یکی از دو زیرراستهٔ دارکوب‌سانان است و شامل دو فروراستهٔ Ramphastides (توکان‌ها و ریش‌مرغ‌ها) و Picides (عسل‌یاب‌ها و دارکوب‌ها) است. اعضای این زیرراسته اغلب «دارکوب‌سانان راستین» نامیده می‌شوند، زیرا گمان می‌رفت که رنگین‌تاب‌ها و مرغ‌های پفی (از دیگر زیردسته‌های دارکوب‌سانان Galbuli) با توکان و دارکوب‌ها ارتباط نزدیکی ندارند، بلکه به راستهٔ سبزقباسانان مربوط می‌شوند. با این حال، تجزیه و تحلیل DNA هسته‌ای در یک مطالعه در سال ۲۰۰۳ آن‌ها را به عنوان یک گروه خواهری با بقیه دارکوب‌سانان قرار داد و همچنین نشان داد که این گروه‌ها پیش از جدا شدن، پای انگشت‌بندی را رشد داده بودند. پر اریکسون و همکارانش، در تجزیه و تحلیل DNA ژنومی، تأیید کردند که پفی‌مرغان و رنگین‌تاب‌ها گروه‌های خواهری هستند و جایگاه آن‌ها در راستهٔ دارکوب‌سانان هستند.